# Birken-Blättling
Der ungenießbare Birken-Blättling (Trametes betulina, Syn.: Lenzites betulina) ist eine Pilzart aus der Familie der Stielporlingsverwandten (Polyporaceae). Er wird auch Birkentramete oder Birken-Blätterporling genannt. Er sieht ähnlich aus wie die Schmetterlings-Tramete, hat aber Lamellen anstatt einer Porenschicht. Die Fruchtkörper erscheinen ganzjährig an liegendem Laubholz oder an Laubbaumstümpfen. Der Pilz ist ein häufiger Holzzersetzer und Weißfäuleerreger.

## Merkmale

### Makroskopische Merkmale
Die relativ flachen, fächerförmigen Hüte sind 2–8 cm breit und 1–2 cm dick und stehen 2–5 cm weit vom Substrat ab. Die ledrig-zähen Fruchtkörper sitzen stiellos dem Substrat an und sind halbkreis- bis nierenförmig und zum Teil etwas resupinat. Oft überlappen sie sich dachziegelartig.
Die zottig- bis striegelig-filzig behaarte Oberseite ist konzentrisch gezont, sodass der Pilz fast wie eine Schmetterlings-Tramete aussieht. Die Färbung reicht von blass cremebeige über grau- bis dunkelbraun, Glanzzonen fehlen. Durch Algen kann die Oberseite auch grün verfärbt sein.
Auf der Unterseite befindet sich das lamellig ausgebildete Hymenophor. Die korkig-elastischen, relativ entfernt stehenden und teilweise labyrinthisch gewundenen Lamellen sind bis 1 cm breit und radial angeordnet. Sie sind mehr oder weniger untermischt und oft gabelig verzweigt. Ihre Färbung reicht von strohgelb, über ockergelb bis graubraun. Das Sporenpulver ist weiß. Das weißliche Fleisch ist dick und elastisch bis korkig, der Geruch und Geschmack ist unauffällig.

### Mikroskopische Merkmale
Die zylindrischen bis allantoiden, also würstchenförmigen Sporen sind inamyloid und glatt und messen 4,5–6 × 2–3 µm.

## Artabgrenzung
Durch seine striegelig-filzige Hutoberseite gleicht der Birken-Blättling bei flüchtiger Betrachtung sehr der Striegeligen Tramete (Trametes hirsuta), bunt gezonte Formen können auch sehr ähnlich aussehen wie die sehr häufige Schmetterlings-Tramete (T. versicolor), doch beide Arten haben an ihrer Unterseite rundliche Röhrenmündungen. Dünne Exemplare der Buckel-Tramete (T. gibbosa) können ebenfalls ähnlich sein, zumal ihr Hymenophor sehr langgestreckte und teilweise labyrinthische Röhren besitzt. Diese stehen jedoch deutlich enger und die Hutoberfläche ist nur feinsamtig. Eine gewisse Ähnlichkeit hat vielleicht noch der Zaunblättling (Gloeophyllum sepiarium). Er hat aber braunes Fleisch und eine schön orangegelbe Kante und wächst zudem bevorzugt auf Nadelholz.

## Ökologie
Der Birken-Blättling wächst in lichten, lückigen Laub- und Laubmischwäldern, besonders in Seggen-Buchen und Hainbuchen-Eichenwäldern, vorzugsweise an luftigen Stellen, auf Kahlschlägen, in Hainen, an sonnenexponierten Wald- und Waldwegrändern und an Waldsäumen, sowie auf Trockenrasen und in Park- und Gartenanlagen.
Die Fruchtkörper wachsen an abgestorbenen Bäumen, gewöhnlich an Stümpfen, seltener auch an liegenden Stämmen, wobei der Pilz von der späten Initial- bis zur Finalphase an der Holzzersetzung beteiligt ist. Nicht selten ist er mit der ähnlichen Schmetterlings-Tramete assoziiert. Anders als es der Name vermuten lässt, ist, zumindest in Deutschland und der Schweiz, die Rotbuche mit deutlichem Abstand der Hauptwirt des Birken-Blättlings, gefolgt von Eiche und Birke. Der Pilz kommt aber auch, wenn auch seltener, auf anderen Laubbäumen vor.
Die einjährigen, überwinternden Fruchtkörper kann man das ganze Jahr über finden. Die Sporulation beginnt, sobald die Jahreshöchsttemperaturen überschritten sind und die mittlere Tagestemperatur auf unter 18 °C fällt. Die Sporulationperiode dauert etwa 7–8 Monate. Die Hauptsporulationszeit liegt im Winter. Sowohl die Fruchtkörper, als auch die Sporen sind ziemlich kälteresistent. Der Pilz ist vom Tiefland bis ins Bergland verbreitet, der höchste Fundort liegt in der Schweiz bei 1480 m.

## Verbreitung

Europäische Länder mit Fundnachweisen des Birken-Blättlings.
Legende:
grün = Länder mit Fundmeldungen
cremeweiß = Länder ohne Nachweise
hellgrau = keine Daten
dunkelgrau = außereuropäische Länder.

Der Birken-Blättling ist nahezu weltweit verbreitet und wurde in Nordamerika (Kanada, Mexiko, USA), Zentralamerika (Costa Rica), Südamerika (Peru), Asien (Kleinasien, Iran, Sibirien, Kamtschatka, China, Mongolei, Japan, Nordkorea und Südkorea), Nordafrika (Marokko), Afrika (Südafrika), Australien, Neuseeland und Europa nachgewiesen, aber auf der Südhalbkugel und in den Tropen ist die Art selten. In der Holarktis ist der Pilz submeridional bis boreal weit verbreitet. Die Art scheint in ganz Europa verbreitet zu sein lediglich aus Island und Albanien gibt es keine Nachweise. Auf der Irischen Insel ist die Art sehr selten und es gibt nur wenige Fundmeldungen.
In Deutschland ist der Birken-Blättling von Schleswig-Holstein und den Meeresküsten bis in die Alpen hinein weit verbreitet, wobei sich Ausdünnungs- und Verdichtungsgebiete stark abwechseln. Mindestens ebenso häufig dürfte der Pilz in den Alpenländern Schweiz, Liechtenstein und Österreich sein.

## Bedeutung
Die ledrig- bis korkig-zähen Fruchtkörper sind nicht zum Verzehr geeignet. Der Weißfäuleerreger ist ein häufiger und wichtiger Holzzersetzer.

## Systematik
Lange Zeit wurden die Trameten mit lamelligem Hymenophor, darunter der Birken-Blättling, als der Gattung Blättlinge (Lenzites) zugehörig betrachtet. Phylogenetische Untersuchungen zeigten jedoch, dass die Blättlinge innerhalb der Trameten polyphyletisch waren, weshalb sie inzwischen von den meisten Autoren als Trameten betrachtet werden.